# Kanton Villers-Bocage (Calvados)
Villers-Bocage is een voormalig kanton van het Franse departement Calvados. Het kanton maakte deel uit van het arrondissement Caen totdat het op 22 maart 2015 werd opgeheven en de gemeenten werden opgenomen in het kanton Aunay-sur-Odon.

## Gemeenten
Het kanton Villers-Bocage omvatte de volgende gemeenten:
- Amayé-sur-Seulles
- Banneville-sur-Ajon
- Bonnemaison
- Campandré-Valcongrain
- Courvaudon
- Épinay-sur-Odon
- Landes-sur-Ajon
- Le Locheur
- Longvillers
- Maisoncelles-Pelvey
- Maisoncelles-sur-Ajon
- Le Mesnil-au-Grain
- Missy
- Monts-en-Bessin
- Noyers-Bocage
- Parfouru-sur-Odon
- Saint-Agnan-le-Malherbe
- Saint-Louet-sur-Seulles
- Tournay-sur-Odon
- Tracy-Bocage
- Villers-Bocage (hoofdplaats)
- Villy-Bocage